# 薩吉亞阿姆拉

西班牙殖民时期的薩吉亞阿姆拉（图中中部）

薩吉亞阿姆拉（西班牙語：Saguía el Hamra；阿拉伯语：‎），是1969年後與里奧德奧羅一起組成西班牙属撒哈拉的兩塊領土之一。1975年《马德里协定》簽署後，移交给摩洛哥王国。目前主要构成了阿尤恩-薩基亞-阿姆拉大區。
西班牙殖民时期，薩吉亞阿姆拉位於西撒哈拉北部，以波哈多角為劃分，位於北緯26°和北緯27°50'之間，首府是阿尤恩，其中還包括斯馬拉。得名於薩吉亞阿姆拉河，該河的路線從法爾西亞南部向西流入緊鄰阿尤恩的大西洋。該地區面積約為82,000平方公里（51,000平方英里），約佔整個西撒哈拉面積的三分之一。